# Гарін Ераст Павлович
Ераст Павлович Гарін (рос. Эраст Павлович Гарин, справжнє прізвище Герасимов; 28 жовтня (10 листопада) 1902, Рязань, Російська імперія — 4 вересня 1980, Москва, РРФСР) — радянський російський актор театру і кіно, режисер, сценарист. Народний артист СРСР.

## Життєпис
У 1919 році Гарін закінчив Рязанську гімназію і пішов добровольцем в Червону Армію. У 1919—1921 роках, будучи червоноармійцем, грав на сцені Рязанського гарнізонного театру (першому самодіяльному театрі Червоної Армії). Тоді ж взяв сценічний псевдонім «Гарін». З цим театром потрапив до Москви, де був помічений Всеволодом Мейєрхольдом, який першим оцінив талант молодого актора і запросив його в свою студію. У 1921 році Гарін поступив в студію, а в 1922 році перейшов в Театр імені В. Е. Мейерхольда (ГосТиМ), де пропрацював до 1936 року. Грав у виставах «Трест» за романом Іллі Еренбурга; «Мандат» за п'єсою Миколи Ердмана; «Ревізор» за п'єсою Миколи Гоголя; «Горе розуму» за п'єсою «Горе від розуму» Олександра Грибоєдова, «Останній рішучий» за п'єсою Всеволода Вишневського і інших.
Паралельно з роботою в театрі в 1926 році закінчив Державні експериментальні театральні майстерні Наркомосу РРФСР (ГЭКТЕМАС).
У 1934 році співпрацював з Робочим театром Пролеткульту, художнім керівником якого був Сергій Ейзенштейн.
У 1936 році, бажаючи спробувати себе в самостійній творчості, перейшов від Мейерхольда в Ленінградський театр Комедії, де працював актором і режисером до 1950 року, поставивши за цей час кілька вистав: «Проста дівчина» за п'єсою Василя Шкваркіна, «Ведмідь» Антона Чехова, «Вас викликає Таймир» Олександра Галича і Костянтина Ісаєва, «Син народу» Юрія Германа та інші.
З 1946 року був актором і режисером Театру студії кіноактора в Москві.
Уперше на екрані з'явився в 1934 році в ролі ад'ютанта Коблукова в комедії Олександра Файнциммера «Поручик Кіже».
Пізніше актор багато знімався, найвідоміші фільми з його участю «Одруження» (1936), «Музична історія» (1940), «Весілля» (1944), «Попелюшка» (1947), «Ревізор» (1952), «Незакінчена повість» (1955), «Дівчина без адреси» (1957), «Відьма» (1958), «Оптимістична трагедія» (1963), «Каїн XVIII» (1963), «Звичайне диво» (1964), «Веселі расплюєвські дні» (1966), «Джентльмени удачі» (1971), «12 стільців» (1971), «Багато шуму з нічого» (1973), «Професія — кіноактор» (1979) та інших.
Разом з дружиною Хесей Локшиною вони зняли кілька фільмів, у тому числі «Одруження» (1936), «Доктор Калюжний» (1939), «Принц і жебрак» («Том Кенті») (1942), «Синьогорія» (1946), «Синя пташка» (1955), «Фонтан» (короткометражний) (1955), «Звичайне диво» (1964), «Веселі расплюєвські дні» (1966).
Паралельно з роботою в кіно Ераст Гарін багато працював в мультиплікації. Його голосом говорять безліч різних персонажів, найвідоміший з яких ослик Іа Іа в мультфільмі про Вінні Пуха. Він озвучував також мультфільми «Чарівний скарб» (1950), «Зачарований хлопчик» (1955), «Дюймовочка» (1958), «Кіт риболов» (1964), «Жаба мандрівниця» (1965).
Ераст Гарін багато працював на радіо, був режисером першого радіовистави «Тридцять три раунди».
У 1966 році під час роботи над фільмом «Веселі расплюєвські дні» сталася аварія. Ерасту Павловичу видалили одне око, друге практично не бачило.
У середині 1970-х років актора перестали запрошувати в кіно і театральні постановки.
Ераст Гарін був Народним артистом СРСР (1977); лауреатом Сталінської премії (1941, за роль Тараканова у фільмі «Музична історія»). У 1961 році на Міжнародному кінофестивалі в Каннах він був нагороджений Спеціальним призом за чоловічу роль у фільмі «Відьма».
Помер 4 вересня 1980. Похований у Москві на Ваганьковському кладовищі.

## Особисте життя
Першою (цивільною) дружиною Гаріна була Любов Саввішна Фейгельман (псевдонім Любов Руднєва), їхня дочка Ольга — письменниця і мистецтвознавець.
Друга дружина — режисер Хеся Олександрівна Локшина.
У 2004 році вийшла в світ книга про Ераста Гаріна «Учень чародія. Книга про Ераста Гаріна», упорядник якої російський режисер аніматор Андрій Хржановський. У книзі вперше опубліковані листи Гаріна до дружини і рідкісні матеріали про кіно і театр 1920-х років і, зокрема, про театр Всеволода Мейерхольда.

## Фільмографія
- 1934 — Поручик Кіже — ад'ютант
- 1937 — Одруження — Подколесин
- 1938 — На кордоні — диверсант Волков
- 1940 — Музична історія — Федір Терентійович Тараканов
- 1941 — Бойовий киносборник № 7 — німецький солдат
- 1942 — Швейк готується до бою — Франсуа
- 1944 — Іван Нікулін — російський матрос — Тихон Спиридонович
- 1944 — Весілля — Епамінонд Максимович Апломбов
- 1946 — Синьогора — епізод
- 1947 — Попелюшка — Король
- 1949 — Зустріч на Ельбі — капітан Томмі
- 1952 — Джамбул — епізод
- 1952 — Ревізор — поштмейстер Іван Кузьмич Шпекин
- 1954 — Синя пташка (короткометражний) — Пєтухов
- 1955 — Незакінчена повість — Колосков
- 1955 — Нестерка — школяр Самохвальскій
- 1955 — Фонтан (короткометражний) — Пєтухов
- 1957 — Дівчина без адреси — дід Каті
- 1958 — Відьма (короткометражний) — Савелій Гикін
- 1958 — Йшли солдати... — німецький солдат Якоб Гофман
- 1960 — Російський сувенір — магістр філософії Джонс Підапс
- 1961 — Оленка — вчитель Костянтин Веніамінович
- 1961 — Водяний (короткометражний) — Прохор Васильович Ликов, «Водяний»
- 1962 — Монета — перехожий
- 1962 — Незвичайне місто
- 1963 — Каїн XVIII — король Каїн XVIII
- 1963 — Оптимістична трагедія — Вожачок
- 1964 — Звичайне диво — Король
- 1966 — Веселі расплюєвські дні — Кандид Касторовіч Тарелкин / Сила Сілич Копилов, відставний надвірний радник
- 1968 — Півгодини на чудеса — король
- 1970 — Два дні чудес — екзаменатор-професор
- 1971 — 12 стільців — критик в театрі
- 1971 — Джентльмени удачі — професор-археолог Микола Георгійович Мальцев
- 1971 — Якщо ти чоловік... — садівник Ульянич
- 1973 — Багато галасу даремно — Кисіль
- 1973 — Нейлон 100 % — приборкувач, старий артист
- 1975 — Міняю собаку на паровоз — хормейстер
- 1975 — Пошехонська старовина — Василь Порфірич

### Озвучування
- 1947 — Квартет
- 1948 — Федя Зайцев — учитель
- 1950 — Чарівний скарб — суддя
- 1953 — Лісовий концерт
- 1955 — Зачарований хлопчик — Мартин
- 1955 — Стьопа-моряк — (не вказано в титрах): іграшковий клоун (він же — голос по радіо)
- 1956 — Дванадцять місяців — професор
- 1956 — Дівчинка в джунглях
- 1956 — Палка-виручалка — старий
- 1957 — Виконання бажань — король Салерно
- 1958 — Краса Ненаглядна — цар
- 1958 — Спортландія
- 1958 — Таємниця далекого острова — професор
- 1959 — Легенда про заповіт мавра — суддя
- 1960 — Чоловічка намалював я — учитель
- 1961 — Дорога копійка — пенс
- 1961 — Дракон — дідусь
- 1961 — Сімейна хроніка — Пудель-фотограф
- 1961 — Цибуліно — гарбуз
- 1962 — Дикі лебеді — єпископ
- 1963 — Дочка сонця
- 1963 — Свиня-скарбничка
- 1964 — Дюймовочка — рак
- 1964 — Кіт-риболов — вовк
- 1964 — Жабеня шукає тата — Рак-відлюдник
- 1964 — Півень і фарби — індик
- 1964 — Пошта
- 1964 — Хоробрий кравчик
- 1965 — Де я його бачив?
- 1965 — Веселі чоловічки — петрушка
- 1965 — Жаба-мандрівниця
- 1965 — Наргіс — Бамбур
- 1967 — Слоненя — пітон
- 1969 — Повернення з Олімпу
- 1971 — Без цього не можна
- 1972 — Вінні-Пух і день турбот — Ослик Іа
- 1973 — У світі байок — читає текст
- 1978 — Робінзон Кузя — папуга

### Режисер
- 1937 — Одруження
- 1939 — Лікар Калюжний
- 1942 — Принц і жебрак
- 1946 — Синегорія
- 1954 — Синя пташка (короткометражний)
- 1955 — Фонтан (короткометражний)
- 1964 — Звичайне диво
- 1966 — Веселі расплюєвські дні

### Сценарист
- 1937 — Одруження
- 1964 — Звичайне чудо
- 1966 — Веселі расплюєвські дні